# Montecristo de Guerrero
Montecristo de Guerrero est une municipalité du Chiapas, au Mexique. Elle couvre une superficie de 190,3 km2 et compte 7 682 habitants en 2015.